# Labena humida
Labena humida là một loài tò vò trong họ Ichneumonidae.